# Beckersdorf
Beckersdorf, Bekersdorf, Bekerów, Bekierów, Bekerowo (ukr. Бекерсдорф, Бекерів) – dawna wieś na Ukrainie, obecnie zachodnia część wsi Nowosiółka w rejonie podhajeckim należącym do obwodu tarnopolskiego.

## Historia
Dawna kolonia niemiecka Niemców galicyjskich założona w 1784 roku na zachód od Nowosiółki; znajdowała się tu szkoła filialna. Do 1787 nosiła nazwę Falkenstein. Począwszy od XIX wieku stanowiła odrębna gminę jednostkową w Bezirk Podhajce, licząca w 1854 roku 449 mieszkańców; od 1867 w powiecie podhajeckim.
W II Rzeczypospolitej gmina w powiecie podhajeckim województwa tarnopolskiego, od 1 sierpnia 1934 gromada (z Adamówką) w zbiorowej gminie Nowosiółka.
Kolonia przestała istnieć w 1940 roku, kiedy to na mocy umowy między Niemcami a ZSRR jej mieszkańcom pozwolono wyjechać do historycznej ojczyzny. Domy mieszkalne w Beckersdorfie zostały zasiedlone przez Ukraińców deportowanych z Polski. Beckersdorf utracił status wsi; w 1946 roku figurował jako przysiółek Bekerów (Бекерів) w hromadzie Nowosiółka. Obecnie stanowi prawobrzeżną część wsi Nowosiółki.